# روباه پرنده کوسرائی
روباه پرنده کوسرائی با نام علمی «تِرُپوس اوآلانوس» گونه‌ای خفاش میوه‌خوار از سرده روباه پرنده است که در آبخوست کوسرائی کشور ایالات فدرال میکرونزی زندگی می‌کند.

## ویژگی‌ها
روباه پرنده کوسرائی یک خفاش با اندازه متوسط است. درازای ساعد ۱۳۰/۵ تا ۱۳۳/۵ میلی‌متر، سر تا پا ۱۸۷ تا ۱۹۹ میلی‌متر، و بال تا ۹۵/۷ میلی‌متر است. پشت آنها سیاه با اندکی موهای نقره‌ای است. بخش‌های شکمی قهوه‌ای تا سیاه هستند که با موها پراکنده شده‌اند. شانه، کناره و پشت گردن به رنگ اخرایی هستند. رنگ سر از قهوه‌ای تیره تا سیاه در بخش‌های پایین‌تر تغییر می‌کند. بر روی درشت‌نی هیچ مویی نیست. اندازه گوشها متوسط و شکل آنها گرد است.

## پراکندگی و محل زندگی
روباه پرنده کوسرائی تنها در آبخوست کوسرائی در مجمع‌الجزایر میکرونزی زندگی می‌کند.
دو محل زندگی عمده آنها یکی کوه «اوت‌وِ والونگ» در جنوب و دیگری آبخوست انسان‌ساز در نزدیکی «لِلو» در یک منطقه توسعه یافته‌تر است.
روباه پرنده کوسرائی در جنگل‌ها و مناطق انسان‌نشین در گروه‌های کوچک زندگی می‌کند.

## رده‌بندی
بر پایه دسته‌بندی زیرگروه‌های روباه پرندگان توسط اندرسون، روباه پرنده کوسرائی به همراه روباه پرنده یاپ، روباه پرنده جزیره‌ای، روباه پرنده پلو، و روباه پرنده اوکیناوا در دسته خفاش میوه خوار ماریانا قرار می‌گیرد. این دسته‌بندی بر پایه شکل دندان‌های آسیا، جمجمه، و رنگ روشن شانه نسبت به دیگر بخش‌های بدن انجام شده‌است.

## وضعیت حفاظت
سیاهه قرمز گونه‌های در معرض خطر می‌گوید که حوادثی مانند طوفان جمعیت روباه پرنده کوسرائی را تهدید می‌کنند. حتی اگر تعداد روباه‌های پرنده کوسرائی در برخی موارد ثابت باشد باز هم گونه‌ای آسیب‌پذیر است.
سایتس روباه پرنده کوسرائی را در پیوست شماره ۱ خود قرار داده است.